# 牛石遺跡
牛石遺跡（うしいしいせき）は、山梨県都留市厚原字牛石にある複合遺跡。縄文時代中期末葉の曽利式土器期の住居跡を伴う配石遺構。出土品は1981年（昭和56年）4月8日に都留市指定有形文化財（考古資料）に指定されている。

## 概要
厚原は山梨県東部の郡内地方を東流する桂川と支流の大幡川の合流する地点にあたり、遺跡は河岸段丘上の平坦地に立地する。標高は461メートルで、正面に富士山を望める立地となっている。縄文中期には富士周辺地域で遺跡数が増えるが活動期にあたり、静岡県富士宮市の千居遺跡など同様の祭祀遺跡が出現している。
1979年（昭和54年）から圃場整備事業の事前調査に伴い、都留市教育委員会による3次にわたる発掘調査が行われ、1985年（昭和60年）にも農道牛石線改修工事に伴う調査が行われている。東半分を対象とする1979年（昭和54年）の第1次調査では奈良時代から平安時代の住居跡23軒が確認され、西半分を中心に遺跡の範囲解明を目的に実施された1980年（昭和55年）の第2次調査では縄文時代の配石遺構が確認される。1981年（昭和59年）の3次調査では、大形環状列石（ストーンサークル）と配石遺構群と弥生時代の住居跡3軒が確認される。1985年（昭和60年）の調査では、縄文中期の曽利式住居3軒や縄文晩期安行Ⅲa式土器や配石遺構が確認されている。
第3配石区の大形環状列石は、東西南北に配された直径4〜5メートルの小サークルと、連結する20〜30メートルの河原石による列石、内側に沿って立石や埋甕を伴う組石状配石の3種の配石遺構により構成されており、周辺にも組石配石や半月状配石を伴う。環状列石内には中期後葉の土器などの遺物が配されている。ほか、縄文中期後葉の曽利Ⅱ式住居跡2軒、配石遺構の南西からは曽利V式の住居跡2軒も確認されている。
出土した弥生中期後半代の弥生土器は静岡県東部・神奈川県西部に分布する長伏式土器・宮ノ台式土器直前の土器と類縁関係を持つことが指摘され、桂川流域と伊豆・西相模方面において文化的交流があったと考えられている。
発掘調査終了後には埋め戻され、現在は田地や道路となっている。また出土遺物は都留市教育委員会が保管している。